# 監物沙織
監物 沙織（けんもつ さおり、1月27日 - ）は、日本の女性声優。以前はぷろだくしょんバオバブに所属していた。新潟県出身。

## 人物
資格は漢字検定（準2級）、普通自動車免許、英語検定（準2級）。
特技はテレビゲーム、スポーツ（球技全般）、歌を歌うこと（J-POP、アニソン、演歌）、トライアングル、リューダー。趣味は洗濯、掃除、読書、音楽鑑賞、インターネット。
方言は長岡弁。

## 出演

### テレビアニメ
- ドラえもん（テレビ朝日版第2期）（アラジン）
- バトルスピリッツ 少年激覇ダン（2009年、ペンタンズ）
- バトルスピリッツ 覇王（2011年、観客D）
- まじっく快斗（2011年、パーティー客）

### OVA
- 装甲騎兵ボトムズ（2011年）

### 劇場版アニメ
- 超電影版 SDガンダム三国伝 Brave Battle Warriors（2010年、子供たち）

### ゲーム
- タワー オブ アイオン（デパ子、母親）

### 吹き替え

#### ドラマ
- iCarly
- バトルスター・ギャラクティカシーズン4（信奉者女）
- ミディアム5 霊能者アリソン・デュボア（女性レポーター、警察無線）
- ミディアム6 霊能者アリソン・デュボア

### テレビCM
- パソコン教室ウィンパル
- パチンコ＆スロット DAMZ
- 北越銀行365（歌）
- 予約の達人（オペレーター）

### ラジオCM
- 上越国際スキー場（女子高生）

### DVD
- チャレンジ1年生（幼稚園児、母親）

### その他コンテンツ
- 栗山製菓工場内ビデオ（バリンちゃん）
- 直江津港防波堤ができるまで （ブルーピィーター）
- 新潟駅ビル「CoCoLo」ジングル（歌）